# Quan érem soldats
Quan érem soldats  (títol original:  We Were Soldiers) és una pel·lícula estatunidenco-alemanya dirigida per Randall Wallace, estrenada l'any 2002. Aquest film sobre la guerra del Vietnam es progagonitzat per Mel Gibson. La història està treta del llibre We Were Soldiers Once… And Young de Joseph L. Galloway, periodista testimoni directe dels esdeveniments, i Harold « Hal » Moore, tinent-general en jubilar-se (tinent-coronel a l'època dels fets). Ha estat doblada al català oriental, i també al valencià per a À Punt.

## Argument
Després de la derrota francesa a Indoxina, els Estats Units es preparen a intervenir al Vietnam. El tinent-coronel Hal Moore secundat del sergent en cap Plumley rep nous oficials que forma i entrena, explica quina va a ser la tàctica emprada al Vietnam: la rotació d'helicòpters. Moore va comandar el 7è de cavalleria, el llegendari regiment de Custer durant les guerres índies. Una vegada al Vietnam, Moore s'adona que els ensenyaments de la guerra d'Indoxina no han estat presos en compte, falta informació, desconeixement del terreny. El novembre de 1965, durant la batalla de la Drang (primer afrontament significatiu de la guerra del Vietnam entre les forces americanes i nord-vietnamites), el 7è de cavalleria combat amb 400 homes a un clar, acordonada per més de 4.000 soldats enemics. 1.800 soldats vietnamites moriran en bombardejos, metrallaments i llança-flames.

## Repartiment
- Mel Gibson: Tinent-Coronel Hal Moore
- Madeleine Stowe: Julia Compton Moore
- Greg Kinnear: Major Bruce « Snakeshit » Crandall
- Sam Elliott: Sergent-Major Basil L. Plumley
- Chris Klein: Tinent 2a classe John Geoghegan
- Keri Russell: Barbara Geoghegan
- Barry Pepper: Joe Galloway
- Đơn Dương: Tinent-coronel Nguyễn Hữu Any
- Ryan Hurst: Sergent Ernie Savage
- Robert Bagnell: Tinent Charlie Hastings
- Marc Blucas: Tinent Henry Herrick
- Josh Daugherty: Robert Ouellette
- Jsu Garcia: Capità Tony Nadal
- Jon Hamm: Capità Matt Dillon
- Clark Gregg: Capità Tom Metsker
- Mark McCracken: Capità Ed « Too Tall » Freeman
- Bellamy Young: Catherine Metsker
- Dylan Walsh: Capità Robert Edwards
- Desmond Harrington: Bill Beck
- Blake Heron: Galen Bungum
- Brian Tee: Jimmy Nakayama
- Luke Benward: David Moore
- Patrick Sant-Esme: el General

## Rodatge
El film ha estat essencialment rodat en sòl estatunidenc a Geòrgia i a Califòrnia.

## Context històric

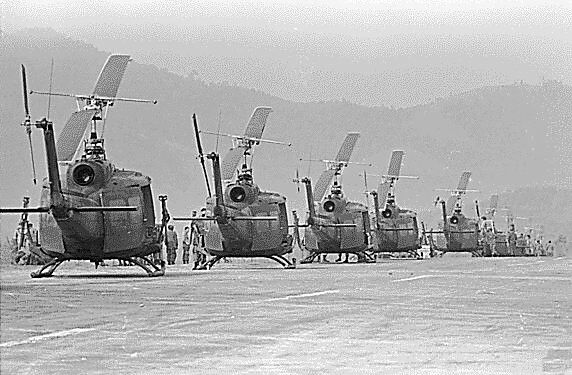
Helicòpters Huey Dogs al Vietnam l'any 1969.

Aquest film històric explica la posada a punt d'un procediment que feia servir els mitjans aeris per augmentar l'estratègia de desplegament de les forces armades dels Estats Units, inspirada d'aquella posada en marxa amb èxit per les forces franceses durant la guerra d'Algèria (elaborada pel tinent-coronel Bigeard). Un grup de reflexió, de nom Tactical Mobility Requirements Board va ser creat a requeriment del secretari de Defensa Mc Namara a Fort Bragg l'any 1962. El pare d'aquesta doctrina militar, nomenada Airmobile és Hamilton H. Howze, que ambicionava tenir, per a l'exèrcit de terra, mitjans aeris tan revolucionaris com el Tanc va ser per a la guerra terrestre.
Amb la finalitat de fer la prova de concepte, l'11a divisió aerotransportada es va convertir en la 1a divisió de cavalleria americana "Airmobile" i es va entrenar el 1963.
El bateig de foc d'aquest nou mètode de desplegament de les tropes per ús massiu d'helicòpters i suport tàctic per avions de bombardeig va ser la batalla de la Drang, dirigida pel tinent-coronel Harold Moore el novembre de 1965.

## Acollida

### Taquilla
Quan érem soldats assoleix un èxit comercial relativament modest, recollint 114.660.784 $ a nivell mundial, dels quals 78 milions als Estats Units, per a un pressupost de producció de 75 milions $. El llargmetratge ocupa la primera plaça del box-office estatunidenc el cap de setmana de la seva estrena amb 20 milions.